# هواية
الهواية هي نشاط منتظم أو اهتمام يمارس في الغالب خلال أوقات الفراغ بقصد المتعة أو الراحة. وهي تشمل هوايات الجمع والفنون حيث تؤدي إلى اكتساب مهارات ومعرفة كبيرة ولا يقصد بها تحقيق الأجر وإنما المتعة.

## تطور الهوايات
تتطور الهوايات لدى من يمارسها عندما يكون لديه الرغبة في تحسينها وتطويرها، ويعتمد ذلك أيضا على العوامل التي تسمح بتطوير المهارة أو الهواية، وهي: تأييد الأهل، وجود الأماكن والمال الأدوات التي تكفل قيام الشخص بالهواية بكل حرية، إضافة إلى توفير حصص تدريبية تكفل تطوير الهواية، فلاعب كرة القدم مثلا يحتاج إلى دروس تدريبية على فترات ليصبح لاعبا موهوبا ومتمرسا في هذه الهواية.

## أنواع الهوايات

### هواية الجمع
تعتبر هواية الجمع من أشهر الهوايات وتشمل على:

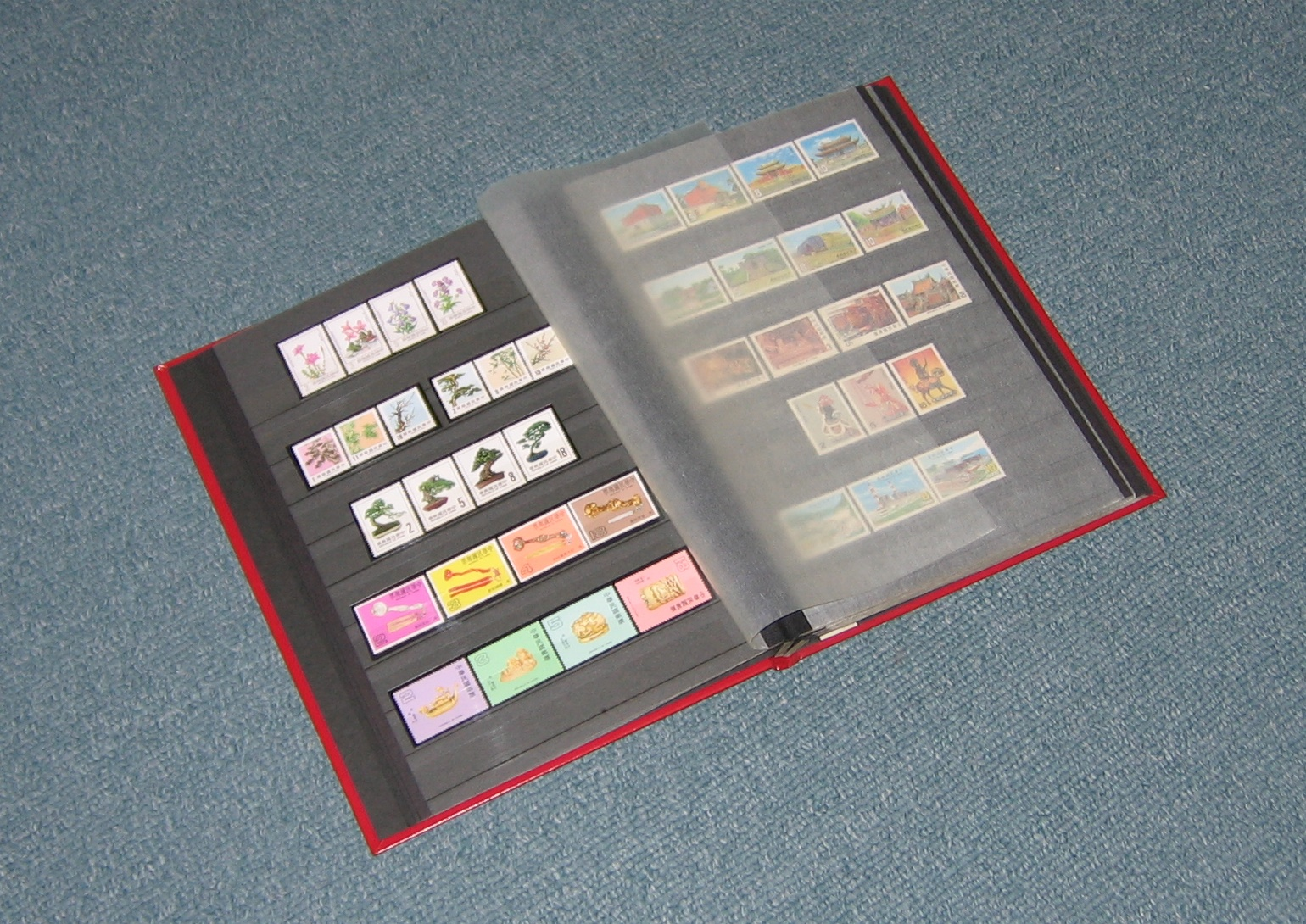
ألبوم جمع الطوابع

- جمع طوابع البريد.
- جمع بطاقات الهواتف.
- جمع العملات.
- جمع الدمى.
- جمع البطاقات البريدية.
- جمع تواقيع المشاهير.
- جمع الكتب والمجلات.
- جمع الأصداف البحرية .

### هواية اللاسلكي
هواية اللاسلكي هي هواية التخاطب عبر أجهزة الراديو والتمرس على استخدامها وهي منتشرة على نطاق واسع على مستوى العالم.

### المراسلة
المراسلة تكون بقراءة وكتابة رسائل بلغة اجنبية وإرسالها عبر البريد، الهدف منها هو معرفة أساليب حياة الدول الأخرى وتكوين صداقات جديدة، ولكن المراسلة حديثاً أصبح لها وجه جديد حيث تتم المراسلة عبر البريد الإلكتروني بدلاً من إرسال الرسائل الورقية بل وأصبحت عن طريق الأجهزة الحديثة كذلك.

### التصوير الضوئي
التصوير الضوئي هو حب تصوير الأشياء أو المناظر أو أي شيء يخطر في بال صاحب هذه الهواية وتستخدم الكاميرا الاحترافية.

### هواية العمل التطوعي
الأعمال التطوعية في المجتمع

### المبادلة
هي هواية تبادل البطاقات البريدية، الأعمال الفنية، الدمى، القرطاسية، والملصقات، والكتب أو أي شيء آخر.

### الطهي
فن إعداد الطعام.

### البستنة

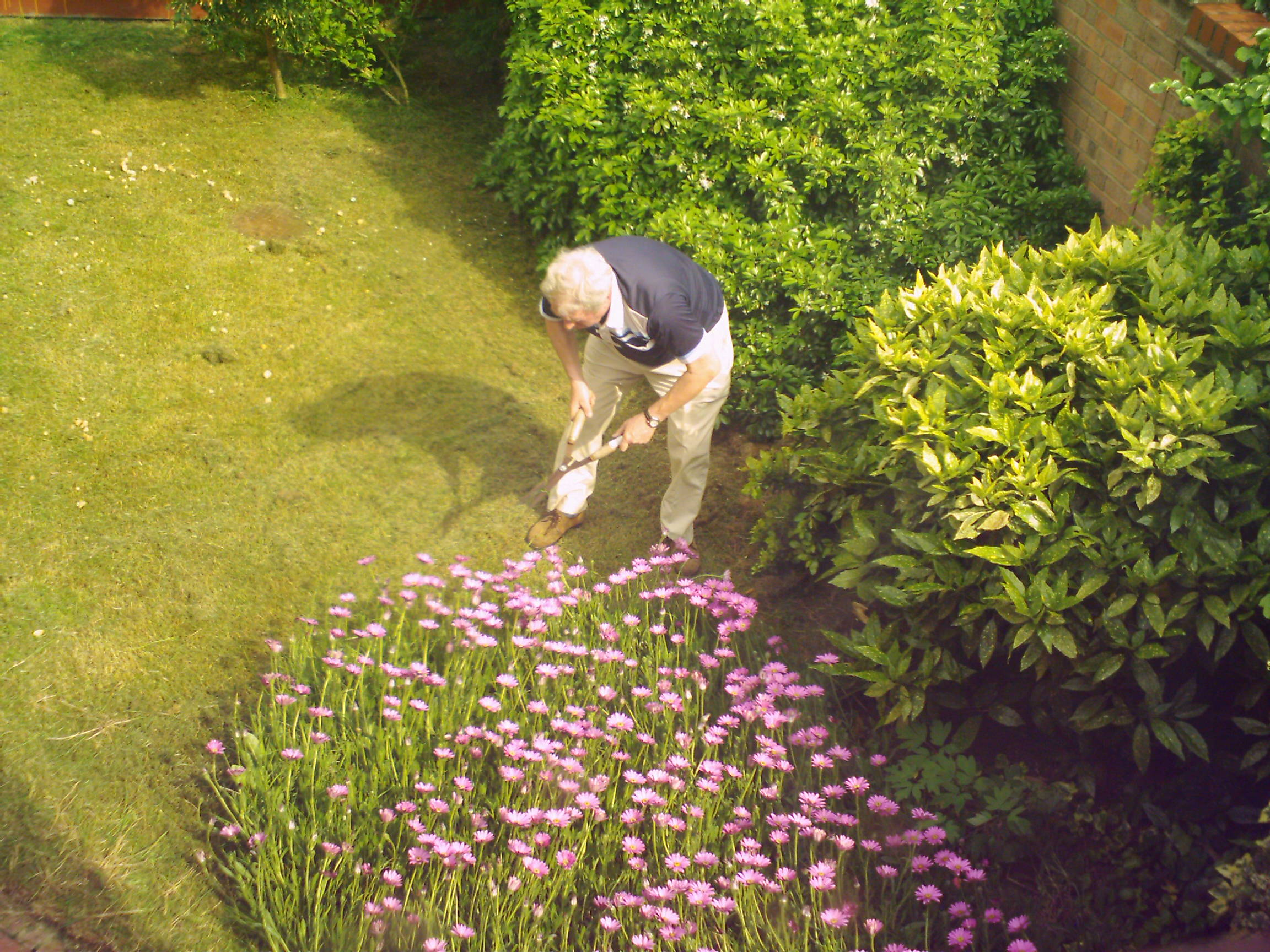
عجوز يمارس هواية البستنة

هي هواية الاهتمام بالزراعة ودراستها من مختلف أوجهها، مثل زراعة نباتات الزينة والنباتات المنزلية بهدف التجميل وغالبا ما يهتم بها في المجتمع العربي كبار السن حيث أنها تحقق عليهم الظل في الصيف والتمتع بمنظر الازهار الجميلة في فصل الربيع.

### القراءة
القراءة كقراءة الكتب والمجلات والصحف اليومية، من إحدى محاسن القراءة كهواية هو القدرة على حملها معك إلى أي مكان تذهب إليه. والمطالعة وهي تساعد على إثراء العقل بالمعلومات والأفكار المفيدة.

### الكتابة
الكتابة هي هواية من الهوايات ويمكن أن تكون بالتعلم أو يمكن أن تكون موهبة وتـكون في أي شيء مثل كتابة قصة أو رواية أو مقولة أو شعر أو أغنية أو رسالة أو رسم الفنون عالمي وغالبا ما يكتب الإنسان عن تجربته أو عن تجارب الاخرين.

### الصيد
ارتبط الصيد بترحال البشر، أما بعد مرحلة الاستقرار واكتشاف الزراعة والرعي والأنشطة المرتبطة بالاستقرار والعمران، أصبح الصيد يمارس لإبعاد الحيوانات المفترسة التي تهدد القرى والثروة الحيوانية التي كان يربيها البشر.
وتطور الأمر إلى أن أصبح رياضة للترفيه من قبل النبلاء والسادة، ومن ذلك رياضة الصيد في العصور الوسطى ومن ذلك الصيد بالكلاب والصقور وباستخدام القوس والنشاب.

## طيران ذات المراوح الأربع
انتشرت هواية تطيير نماذج طائرات صغيرة تسمى ذات المراوح الأربع في الخلاء وفي المدن. يمكنها التصوير والتقاط الفيديو، ويمكنها نقل حمولات أوزانها عدة كيلوجرامات. ورغم أنها للهواية الصغار والكبار، فقد كثر التخطيط لاستخدامها في نقل طرود البريد وطرود شركة «أمازون». في الجبال يمكن استخدامها لتوصيل صندوق اسعاف أولي. كما يمكنها توصيل أدوية في الريف والمناطق النائية والصعبة الوصول.